# Gasthof Stern (Geiselwind)

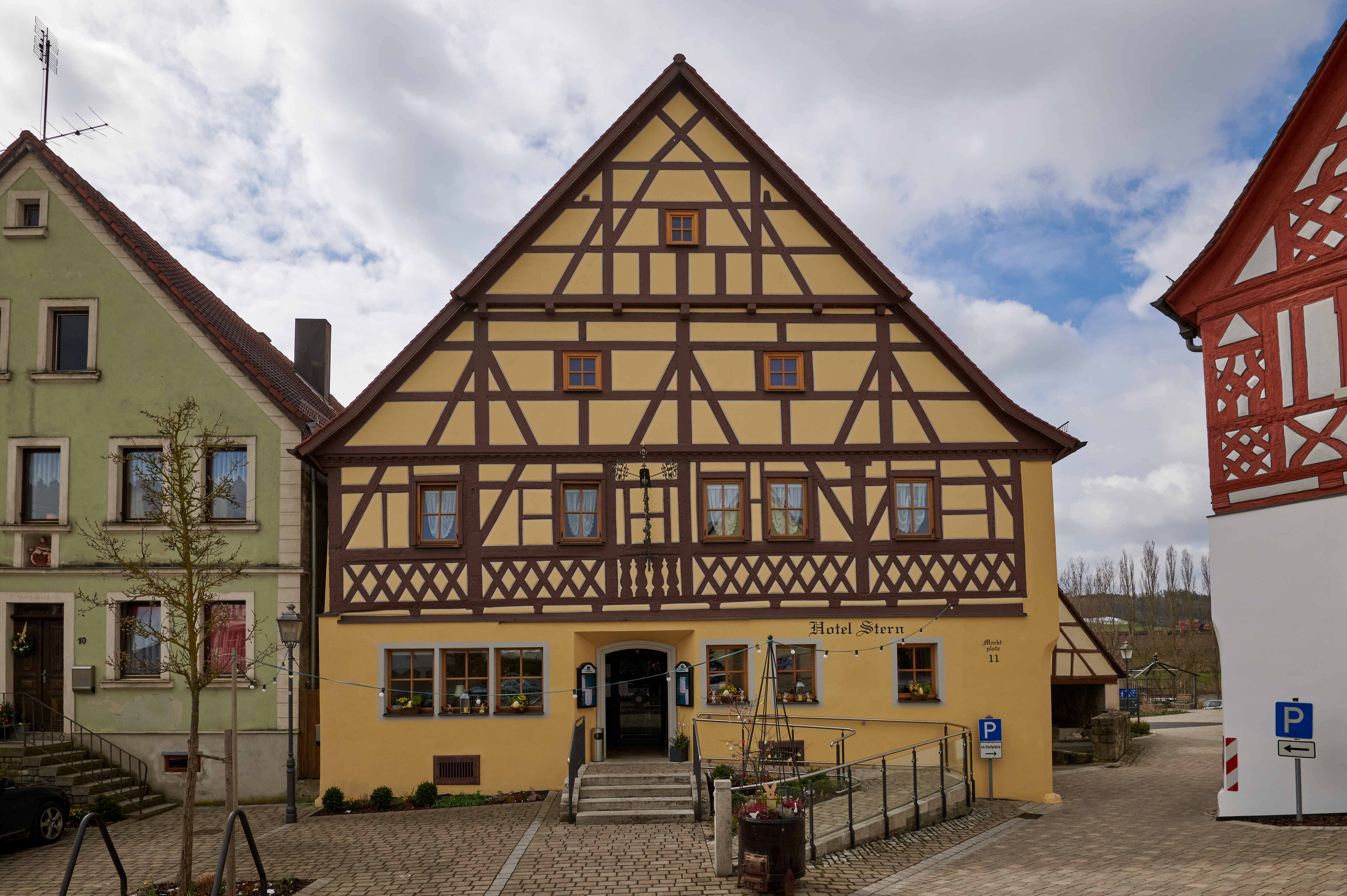
Gasthof Stern am Geiselwinder Marktplatz

Das Gasthof Stern (Adresse Marktplatz 11, früher Hausnummer 67) ist ein historischer Gasthof im unterfränkischen Geiselwind im Landkreis Kitzingen.

## Geschichte
Der Gasthof Stern entstand  im 16. Jahrhundert und gilt neben der Burkarduskirche als eines der ältesten erhaltenen Häuser im Ort. In der Frühen Neuzeit war das Gasthaus in Besitz der Familien Guckenberger und Stöckinger. Über sie gelangte es im Jahr 1875 an die Familie Hünerkopf. Im 19. Jahrhundert hatten sich die Geiselwinder Gasthäuser zu einer Braugemeinschaft im Gemeindebrauhaus nahe der Grabenmühle, heute Rathausstraße 4, zusammengeschlossen.
Im 19. Jahrhundert wurde das Gasthaus Stern mit einem Saalbau erweitert, in dem Tanzveranstaltungen stattfanden. Dort gab es ab 1931 auch eine Kegelbahn. 1933/1934 wurde das unter einer Putzschicht verborgene Fachwerk freigelegt. Im Jahr 1970 übernahm die Familie Rückel, die bisher das Gasthaus Zum Lamm betrieben hatte, den Stern. 1978 wurden größere Anbauten mit Fremdenzimmern errichtet. Heute ist dort ein Hotel untergebracht. Das Bayerische Landesamt für Denkmalpflege ordnet den Gasthof Stern als Baudenkmal ein.

## Beschreibung
Das Haus ist ein zweigeschossiger Satteldachbau mit zwei Dachgeschossen. Es steht giebelseitig am Marktplatz. Während das Erdgeschoss in Massivbauweise errichtet wurde, entstand das Obergeschoss aus Fachwerk. Das Fachwerk greift die Formen des späten 17. Jahrhunderts auf. Im Obergeschoss befinden sich Andreaskreuze. Die Dachgeschosse kragen leicht vorne vor und sind überwiegend von Mannfiguren geprägt. Das Portal ist etwas versetzt an der dem Marktplatz zugewandten Schaufassade angebracht.